# Arthroleptella bicolor
Arthroleptella bicolor é uma espécie de anfíbio da família Petropedetidae.
É endémica da África do Sul.
Os seus habitats naturais são: matagais mediterrânicos e rios.
Está ameaçada por perda de habitat.